# Saint-Chinian
Saint-Chinian – miejscowość i gmina we Francji, w regionie Oksytania, w departamencie Hérault.
Według danych na rok 1990 gminę zamieszkiwało 1705 osób, a gęstość zaludnienia wynosiła 73 osoby/km² (wśród 1545 gmin Langwedocji-Roussillon Saint-Chinian plasuje się na 222. miejscu pod względem liczby ludności, natomiast pod względem powierzchni na miejscu 306.).